# Alexander Wiegold
Alexander Wiegold (* 1979 in Münster) ist ein deutscher Regisseur.
Wiegold studierte zunächst Musik, dann Film- und Theaterwissenschaft in Bochum und Zürich.
Seit 2006 ist er als Regieassistent tätig, zuerst am Schauspielhaus Zürich, am Theater Neumarkt und seit 2009 auch am Burgtheater in Wien. Am Schauspielhaus inszenierte er 2009 „Alpenglühen“ von Peter Turrini.
In der Spielzeit 2011/12 führte er Regie bei seiner eigenen Bearbeitung des klassischen Science-Fiction Romans Solaris nach Stanislaw Lem im Vestibül des Burgtheaters.
Am Burgtheater Wien inszenierte er 2012 bis 2015 das „Red Ribbon Celebration Concert“, das den Life Ball eröffnete.
Mit dem österreichischen Dramatiker Ferdinand Schmalz verbindet ihn eine Zusammenarbeit, die zu diversen Einladungen auf Festivals führte, "Am Beispiel der Butter" 2015 zu den Autorentheatertagen in Berlin und „Der Herzerlfresser“ 2017 zum Heidelberger Stückemarkt.
Bei den Ruhrfestspielen Recklinghausen inszenierte er 2017 mit Sebastian Koch in der Hauptrolle das szenisch-musikalische Projekt „Egmont/Prometheus“, wo er zusammen mit Christopher Hampton auch den Text verfasste.

## Inszenierungen (Auswahl)
- 2009 Alpenglühen von Peter Turrini, Schauspielhaus Zürich
- 2011 Solaris von Stanislaw Lem, Bühnenfassung: Alexander Wiegold, Burgtheater Wien
- 2012 Winter von Jon Fosse, Teatr Nowy Kraków[7]
- 2013 Invasion! von Jonas Hassen Khemiri, Burgtheater Wien[2]
- 2014 Am Beispiel der Butter von Ferdinand Schmalz, Burgtheater Wien[2]
- 2016 Der Herzerlfresser von Ferdinand Schmalz, Akademietheater Wien[2]
- 2017 Prometheus/Egmont nach Motiven von Johann Wolfgang von Goethe, Textfassung: Christopher Hampton und Alexander Wiegold, Ruhrfestspiele Recklinghausen
- 2018 Der Wind in den Weiden, Bühnenfassung: Alexander Wiegold nach Motiven von Kenneth Grahame, Kasino des Burgtheaters Wien
- 2021 Werther von Jules Massenet, Nationaltheater Košice[8]
- 2023 Die Zauberflöte von Wolfgang Amadeus Mozart, Nationaltheater Košice